# Ischnopsyllus quadrasetus
Ischnopsyllus quadrasetus är en loppart som beskrevs av Xie Baoqi, Yang et Li Kueichen 1983. Ischnopsyllus quadrasetus ingår i släktet Ischnopsyllus och familjen fladdermusloppor. Inga underarter finns listade i Catalogue of Life.